# Ioannis Phrangoudis
Ioannis Phrangoudis (Grieks:Ιωάννης Φραγκούδης,) (Limasol, 1863 - New York, 19 oktober 1916) was een Grieks schutter en olympisch kampioen.
Ioannis Phrangoudis, nam als schutter eenmaal deel aan de Olympische Spelen. Op de OS van 1896 nam deel aan vier van de vijf schietonderdelen; 25 meter snelvuurpistool, vrij geweer (300m), vrij pistool en militair geweer. Op deze vier onderdelen werd hij respectievelijk 1e, 2e, 3e en 4e.
1896: Ioannis Phrangoudis ·
1900: Maurice Larrouy ·
1912: Alfred Lane ·
1920: Guilherme Paraense ·
1924: Henry Bailey ·
1932: Renzo Morigi ·
1936: Cornelius van Oyen ·
1948: Károly Takács ·
1952: Károly Takács ·
1956: Ștefan Petrescu ·
1960: William McMillan ·
1964: Pentti Linnosvuo ·
1968: Józef Zapędzki ·
1972: Józef Zapędzki ·
1976: Norbert Klaar ·
1980: Corneliu Ion ·
1984: Takeo Kamachi ·
1988: Afanasijs Kuzmins ·
1992: Ralf Schumann ·
1996: Ralf Schumann ·
2000: Sergej Alifirenko ·
2004: Ralf Schumann ·
2008: Oleksandr Petriv ·
2012: Leuris Pupo ·
2016: Christian Reitz ·
2020: Jean Quiquampoix ·
2024: Li Yuehong